# Arsură solară
Arsura solară este o arsură cauzată de radiație, care afectează țesuturi vii, precum pielea, ca rezultat al expunerii excesive la radiațiile ultraviolete (UV), de obicei provenite de la Soare. Simptomele frecvente la oameni și la unele animale includ piele roșie sau roșiatică, fierbinte la atingere sau dureroasă, senzația de oboseală generală și amețeli ușoare. Deasemenea, pot apărea și alte simptome precum: vezicule, descuamare a pielii, umflare, mâncărime și greață. Expunerea excesivă la radiații UV reprezintă principala cauză a tumorilor cutanate în special a celor non-maligne, care, în cazuri extreme, pot deveni amenințătoare pentru viață. Arsura solară este un răspuns inflamator al țesutului, declanșat de deteriorarea directă a ADN-ului, provocată de radiațiile UV. Când ADN-ul celulelor este deteriorat excesiv de radiațiile UV, se declanșează moartea celulară de tip I, iar țesutul este înlocuit.

## Semne și simptome
Alte simptome pot include vezicule, umflare ( edem ), mâncărime ( prurit ), descuamarea pielii, erupții cutanate, greață, febră, frisoane și leșin ( sincopă ). De asemenea, căldura este produsă de capilarele apropiate de suprafața pielii, prin urmare, zona afectată este caldă la atingere. Arsurile solare pot fi clasificate ca arsuri superficiale sau arsuri grosime parțială (implică afectarea epidermei și a unei părți din dermă). Apariția veziculelor este un semn al arsurilor solare de gradul doi.

### Variații
În cazul arsurilor solare minore, simptomele se limitează de obicei la o ușoară roșeață și sensibilitate a zonelor afectate. În forme mai severe, pot apărea vezicule (bășici cu lichid). Arsurile solare severe pot fi extrem de dureroase și pot necesita îngrijiri spitalicești.

### Durată
Arsura solară poate surveni în mai puțin de 15 minute în urma expunerii la soare. Totuși, primele semne ale afectării pielii pot deveni vizibile abia după câteva ore. Arsura solară poate surveni în doar câteva secunde în urma expunerii la arce de sudură neprotejate sau la alte surse de lumină ultravioletă intensă.
În urma expunerii la soare, pielea se poate înroși în mai puțin de 30 de minute, însă simptomele arsurii solare se accentuează, de obicei, abia după un interval de 2 până la 6 ore. Simptomele arsurii solare ating, de obicei, un vârf de intensitate la 24-36 de ore după expunerea la soare și, încep să se amelioreze, în general, după 3 până la 5 zile. După câteva zile, pielea poate începe să se descuameze și să se cojească, iar vindecarea completă are loc, de obicei, în decurs de 7 zile. În cazurile severe de arsuri solare, descuamarea și pruritul pot persista timp de câteva săptămâni.
Măsurile de protecție solară, precum crema de protecție solară și îmbrăcămintea de protecție solară, sunt larg acceptate ca metode de prevenire a arsurilor solare și a unor tipuri de cancer de piele. Copiii și alte grupuri sensibile, sunt mai predispuși la arsuri solare, iar măsurile de protecție solară sunt esențiale pentru prevenirea leziunilor cutanate.